# Карасакал (село)
Карасакал (каз. Қарасақал) — село в Жетысайском районе Туркестанской области Казахстана. Входит в состав Кызылкумского сельского округа. Код КАТО — 514471500.

## Население
В 1999 году население села составляло 370 человек (191 мужчина и 179 женщин). По данным переписи 2009 года, в селе проживало 456 человек (240 мужчин и 216 женщин).